# Gakarazi
Gakarazi är ett periodiskt vattendrag i Burundi.   Det ligger i provinsen Bubanza, i den västra delen av landet, 17 kilometer nordost om huvudstaden Bujumbura.
Omgivningarna runt Gakarazi är en mosaik av jordbruksmark och naturlig växtlighet. Runt Gakarazi är det tätbefolkat, med 297 invånare per kvadratkilometer.